# Muscolo opponente del mignolo
Il muscolo opponente del mignolo (in latino opponens digiti quinti) è un muscolo di forma triangolare che è posto in profondità nell'eminenza ipotenar.

## Origine e Inserzione
Si origina dall'uncino del uncinato e dal retinacolo dei muscoli flessori. Si inserisce al margine mediale del quinto osso del metacarpo.

## Azione
Il muscolo opponente del mignolo flette e adduce il mignolo.